# Jeon Soo-il
Dans ce nom coréen, le nom de famille, Jeon, précède le nom personnel.
Jeon Soo-il (전수일) est un réalisateur, producteur et scénariste sud-coréen, né le 25 septembre 1959 à Sokcho.

## Biographie
Après avoir obtenu son diplôme en Théâtre et Cinéma à l'Université de Kyungsung à Pusan, Jeon Soo-il étudie en France à l'École supérieure de réalisation audiovisuelle (ESRA)  de 1988 à 1992. Il termine ses études à l'Université Paris VII-Denis-Diderot en France. Actuellement, il est un professeur associé au département de Théâtre et de Cinéma de l'Université de Kyungsung et dirige la société de production Dongnyuk Film, qu'il a fondée afin d'obtenir le financement de ses propres films.

## Filmographie
Réalisateur
- 1997 : L'Écho du vent en moi
- 1999 : L'Oiseau qui suspend son vol
- 2003 : Suicide Designer (ko) ou Mise à nu (나는 나를 파괴할 권리가 있다)
- 2005 : Entre chien et loup (개와 늑대 사이의 시간)
- 2007 : La Petite Fille de la terre noire (검은 땅의 소녀와)
- 2008 : Destination Himalaya (히말라야, 바람이 머무는 곳)
- 2010 : Yeong-do-da-ri (ko) (영도다리)
- 2011 : Pink (핑크)
- 2013 : El condor pasa (콘돌은 날아간다)
- 2015 : Un homme coréen (파리의 한국남자)

Scénariste
- 1997 : L'Écho du vent en moi de lui-même
- 1999 : L'Oiseau qui suspend son vol de lui-même
- 2003 : Suicide Designer (ko) ou Mise à nu (나는 나를 파괴할 권리가 있다) de lui-même
- 2005 : Entre chien et loup (개와 늑대 사이의 시간) de lui-même
- 2007 : La Petite Fille de la terre noire (검은 땅의 소녀와) de lui-même
- 2008 : Destination Himalaya (히말라야, 바람이 머무는 곳) de lui-même
- 2010 : Yeong-do-da-ri (ko) (영도다리) de lui-même
- 2011 : Pink (핑크) de lui-même
- 2013 : El condor pasa (콘돌은 날아간다) de lui-même
- 2015 : Un homme coréen (파리의 한국남자)

Producteur
- 1997 : L'Écho du vent en moi de lui-même
- 1999 : L'Oiseau qui suspend son vol de lui-même
- 2008 : Destination Himalaya (히말라야, 바람이 머무는 곳) de lui-même
- 2015 : Un homme coréen (파리의 한국남자)

Monteur
- 2011 : Pink (핑크) de lui-même

## Distinctions
Récompenses
- 1996 : Festival international du film de Busan : Prix Woonpa (Wind Echoing in My Being)
- 1999 : Festival international du film de Busan : Prix Netpac (L'Oiseau qui suspend son vol)
- 2000 : Festival international de films de Fribourg : Grand Prix (L'Oiseau qui suspend son vol)
- 2007 : Festival international du film de Marrakech :
  - Prix de la meilleure interprétation féminine (Yu Yun-mi, dans La Petite fille de la terre noire)
  - Prix Golden Star (La Petite fille de la terre noire)
- 2007 : Mostra de Venise :
  - Prix CICAE (La Petite fille de la terre noire)
  - Prix Lina Mangiacapre (La Petite fille de la terre noire)
- 2007 : Festival international du film de Busan : Prix Netpac (La Petite fille de la terre noire)
- 2008 : Festival du film asiatique de Deauville :
  - Prix de la critique internationale Air France
  - Prix du Lotus du meilleur film (La Petite fille de la terre noire)
- 2008 : Festival international du film de Las Palmas de Gran Canaria :
  - Prix du public (Soo-il Jeon)
  - Prix pour la cinématographie (Sung-tai Kim, dans La Petite fille de la terre noire)

Nominations
- 2009 : Festival international du film de Karlovy Vary : Crystal Globe (Destination Himalaya)